# Álvaro Fidalgo
Álvaro Fidalgo Fernández (Siero, 9 aprile 1997) è un calciatore spagnolo, centrocampista dell'América.

## Caratteristiche tecniche
È un centrocampista offensivo.

## Carriera

### Club
Cresciuto nel settore giovanile del Real Madrid, inizia la propria carriera professionistica nel 2016 con il prestito al Rayo Majadahonda; debutta fra i professionisti il 20 agosto 2016, nel match di Segunda División B pareggiato 0-0 contro il Sestao River.
Terminata la stagione viene aggregato al Castilla dove colleziona 91 presenze e 15 reti nell'arco di tre stagioni ottenendo i gradi di capitano nel 2019-2020; il 6 dicembre 2018 debutta con la prima squadra del Real Madrid, sostituendo Vinícius Júnior nel finale dell'incontro di Coppa del Re vinto 6-1 contro il Melilla.
Il 25 agosto 2020 firma un contratto triennale con il Castellón, appena promosso in Segunda División; debutta con il nuovo club il 12 settembre contro il Ponferradina. Il 1º febbraio 2021 viene ceduto in prestito semestrale con opzione di acquisto all'América.

### Nazionale
Ha giocato nelle nazionali giovanili spagnole Under-16 ed Under-17.

## Statistiche
Statistiche aggiornate al 18 aprile 2020.

### Presenze e reti nei club
| Stagione                | Squadra                 | Campionato              | Campionato | Campionato | Coppe nazionali | Coppe nazionali | Coppe nazionali | Coppe continentali | Coppe continentali | Coppe continentali | Altre coppe | Altre coppe | Altre coppe | Totale | Totale | Totale |
| Stagione                | Squadra                 | Comp                    | Pres       | Reti       | Comp            | Pres            | Reti            | Comp               | Pres               | Reti               | Comp        | Pres        | Reti        | Pres   | Reti   |        |
| ----------------------- | ----------------------- | ----------------------- | ---------- | ---------- | --------------- | --------------- | --------------- | ------------------ | ------------------ | ------------------ | ----------- | ----------- | ----------- | ------ | ------ | ------ |
| 2016-2017               | Rayo Majadahonda        | SDB                     | 33         | 0          | CR              | 0               | 0               |                    | -                  | -                  |             | -           | -           | 33     | 0      |        |
| 2017-2018               | Real M. Castilla        | SDB                     | 26         | 4          |                 | -               | -               |                    | -                  | -                  |             | -           | -           | 26     | 4      |        |
| 2018-2019               | Real M. Castilla        | SDB                     | 40         | 5          |                 | -               | -               |                    | -                  | -                  |             | -           | -           | 40     | 5      |        |
| 2019-2020               | Real M. Castilla        | SDB                     | 25         | 6          |                 | -               | -               |                    | -                  | -                  |             | -           | -           | 25     | 6      |        |
| Totale Real M. Castilla | Totale Real M. Castilla | Totale Real M. Castilla | 91         | 15         |                 | -               | -               |                    | -                  | -                  |             | -           | -           | 91     | 15     |        |
| 2018-2019               | Real Madrid             | PD                      | 0          | 0          | CR              | 1               | 0               | UCL                | 0                  | 0                  |             | -           | -           | 1      | 0      |        |
| 2020-feb. 2021          | Castellón               | SD                      | 22         | 0          | CR              | 1               | 0               |                    | -                  | -                  |             | -           | -           | 23     | 0      |        |
| feb.-giu. 2021          | América                 | LMX                     | 10         | 0          | -               | -               | -               | CCL                | 3                  | 0                  |             | -           | -           | 13     | 0      |        |
| Totale carriera         | Totale carriera         | Totale carriera         | 156        | 15         |                 | 2               | 0               |                    | 3                  | 0                  |             | -           | -           | 161    | 15     |        |

## Palmarès

### Club

#### Competizioni nazionali
- Campionato messicano: 3

América: Apertura 2023, Clausura 2024, Apertura 2024

#### Competizioni internazionali
- Campeones Cup: 1

América: 2024

### Individuale
- Squadra della stagione della CONCACAF Champions League: 1

2021